# Nazionale di atletica leggera della Cina
La nazionale di atletica leggera della Cina è la rappresentativa della Cina nelle competizioni internazionali di atletica leggera riservate alle selezioni nazionali.

## Bilancio nelle competizioni internazionali
La nazionale cinese di atletica leggera vanta 13 partecipazioni ai Giochi olimpici estivi su 29 edizioni disputate, (dal 1932 al 1948 e dal 1984) con un bottino di 10 medaglie d'oro, 12 d'argento e 15 di bronzo.
L'atleta più medagliata alle Olimpiadi è la mezzofondista Wang Junxia con un oro e un argento ad Atlanta 1996, con tanto di record olimpico nei 5000 metri piani.
Per quanto riguarda il bilancio della Cina ai Mondiali, essa occupa la 12ª posizione nel medagliere della competizione outdoor.